# Pierwsze cztery lata
Pierwsze cztery lata (The First Four Years, 1971) – powieść Laury Ingalls Wilder; dziewiąty tom cyklu Mały domek (pośród wydanych w Polsce przez Agencję Kris - ósmy). Książka została wydana wiele lat po wcześniejszych częściach serii oraz w chronologii wydarzeń następującym po nim On the Way Home i jest jedyną częścią niezredagowaną przez córkę Laury, Rose Wilder Lane.
Akcja powieści rozpoczyna się w miejscu, gdzie się urwała w Szczęśliwych latach - 25 sierpnia 1885, w dniu ślubu Laury i Almanza. Laura, która zna trudy życia na wsi, jest mu niechętna, ale mąż namawia ją, by dać sobie cztery lata próby i podjąć decyzję po ich upływie.
Spis rozdziałów :
1. Przedmowa
2. Wstęp
3. Pierwszy rok
4. Drugi rok
5. Trzeci rok
6. Ostatnia szansa

## Książka a rzeczywistość
Po upływie czterech lat, Wilderowie przenieśli się do Spring Valley w Minnesocie, a następnie, w 1891, na Florydę, do Westville. W roku 1892 powrócili jednakże do De Smet, gdzie spędzili kolejne dwa lata, zanim wyruszyli w ostateczną podróż do Mansfield w Missouri.

## Strony zewnętrzne
- Pierwsze cztery lata w portalu Open Library